# Générateur MHD
 (2018).
 (janvier 2021).
Un générateur MHD (magnétohydrodynamique) est un convertisseur MHD, qui transforme l'énergie cinétique d'un fluide conducteur directement en électricité. Un générateur MHD est composé d'un inducteur (électro-aimant) qui génère un champ magnétique dans un induit.
- Dans le cas d'un générateur conventionnel, l'induit est solide : c'est une bobine constituée d'un enroulement de fil métallique.
- Dans le cas d'un générateur MHD, l'induit est fluide : liquide conducteur (eau salée, métal liquide) ou gaz ionisé (plasma).

Les générateurs MHD n'utilisent pas de pièce mécanique mobile, contrairement aux générateurs électriques traditionnels. Le fluide est mis en mouvement dans le champ magnétique, ce qui génère un courant électrique, recueilli aux bornes d'électrodes immergées et commutées à une charge.

## Principe

Force de Lorentz.

Les particules chargées en mouvement dans un champ magnétique subissent une force, dite force de Lorentz, qui dévie leur trajectoire selon l'équation :
Avec :
- {\displaystyle {\vec {F}}} la force de Lorentz, en newton
- {\displaystyle q} la charge de la particule, en coulomb
- {\displaystyle {\vec {v}}} est la vitesse de la particule, en mètre par seconde
- {\displaystyle {\vec {B}}} est le champ magnétique, en tesla

Les vecteurs {\displaystyle {\vec {F}}}, {\displaystyle {\vec {v}}} et {\displaystyle {\vec {B}}} sont orthogonaux entre eux et forment un trièdre dans l'espace selon la règle de la main droite.
Le sens de cette force dépend de la charge {\displaystyle q} ; le trièdre est donc direct pour les particules positives et indirect pour les particules négatives.
Un fluide conducteur est composé d'atomes neutres, d'ions positifs et d'ions négatifs. Des électrons libres sont également présents dans le cas d'un fluide de plasma. Lorsqu'il traverse un champ magnétique, les forces de Laplace ont tendance à séparer les charges de signes opposés de part et d'autre du fluide.
En plongeant dans le fluide des électrodes branchées à une charge, on établit à leurs bornes une différence de potentiel, c'est-à-dire une tension et, par extension, une force électromotrice.

## Historique
L'effet physique derrière le fonctionnement du générateur fut découvert par Humphry Davy en 1821. Le concept de générateur MHD a été testé pour la première fois par Michael Faraday en 1832,. Le scientifique eut l'idée d'utiliser la composante verticale naturelle du champ magnétique terrestre, en plongeant dans l'eau de la Tamise, de part et d'autre du pont de Waterloo, des plaques de cuivre reliées par un fil électrique long de 290 mètres. L'équipement de l'époque ne permit cependant pas de mettre en évidence le faible courant électrique généré. C'est en 1851 que son compatriote William Hyde Wollaston mesura, dans l'embouchure saumâtre du fleuve, une tension induite par la marée de la Manche.
Les recherches approfondies de génération d'électricité par MHD ont débuté au XXe siècle avec les travaux du physicien Bela Karlovitz pour le compte de la société Westinghouse de 1938 à 1944. Ce générateur MHD était de type « hall annulaire » et utilisait un plasma issu de la combustion du gaz naturel ionisé par faisceaux d'électrons. Due à la faible conductivité du plasma, cette expérience ne fut pas concluante. Une seconde expérience menée en 1961 au même laboratoire, utilisant un liquide composé d'un combustible fossile enrichi en potassium, fut un succès avec une puissance générée excédant 10 kW. La même année, une puissance identique fut générée aux laboratoires Avco Everett par le docteur Richard Rosa, en utilisant de l'argon enrichi par pulvérisation d'une poudre de carbonate de potassium (substance donnant facilement des électrons libres qui augmentent la conductivité électrique du plasma) et ionisé par arcs électriques à 3 000 K.
En 2007, un ensemble d'expériences réalisées aux États-Unis pour le compte de l'armée américaine a permis de générer une puissance supérieure à 1 MW grâce à un fluide simulant une sortie de tuyère d'un avion hypersonique. Ce type d'expérience est susceptible de relancer l'intérêt, notamment militaire, de la MHD, après une mise en sommeil de cette technique pendant de nombreuses années. Cette expérience est susceptible d'avoir également un impact sur la fusion contrôlée (voir Z machine).[réf. nécessaire]